# Octopodidae
Octopodidae là một họ chứa các loài bạch tuộc.

## Phân họ và loài
- Basal Chi Vulcanoctopus
- Chi incertae sedis Histoctopus[1]
- Phân họ Bathypolypodinae
  - Chi Bathypolypus
  - Chi Benthoctopus
  - Chi Grimpella
  - Chi Sasakiopus[2]
  - Chi Teretoctopus
- Phân họ Eledoninae
  - Chi Adelieledone (recently split from Pareledone)
  - Chi Eledone
  - Chi Pareledone
  - Chi Tetracheledone[cần dẫn nguồn]
  - Chi Velodona
  - Chi Vosseledone[cần dẫn nguồn]
- Phân họ Graneledoninae
  - Chi Bentheledone
  - Chi Graneledone
  - Chi Thaumeledone
- Phân họ Megaleledoninae
  - Chi Megaleledone
- Phân họ Octopodinae
  - Chi Abdopus
  - Chi Ameloctopus
  - Chi Amphioctopus
  - Chi Aphrodoctopus
  - Chi Cistopus
  - Chi Enteroctopus
  - Chi Euaxoctopus
  - Chi Hapalochlaena
  - Chi Octopus
  - Chi Pinnoctopus
  - Chi Pteroctopus
  - Chi Robsonella
  - Chi Scaeurgus
  - Chi Thaumoctopus
  - Chi Wunderpus

## Hình ảnh

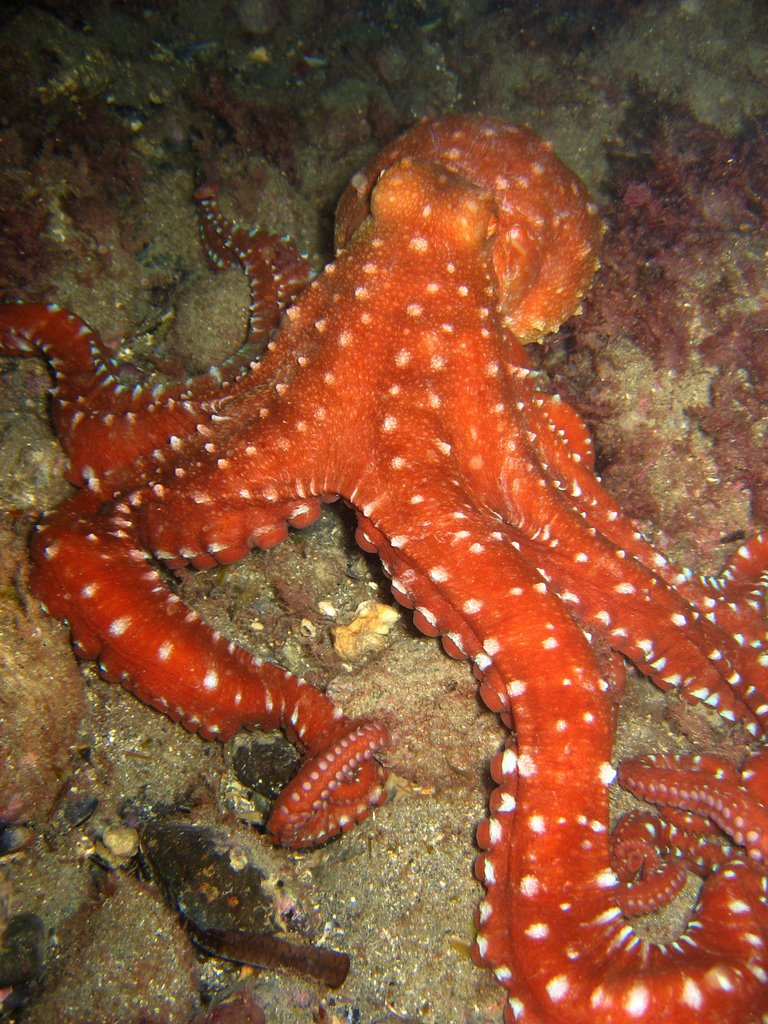
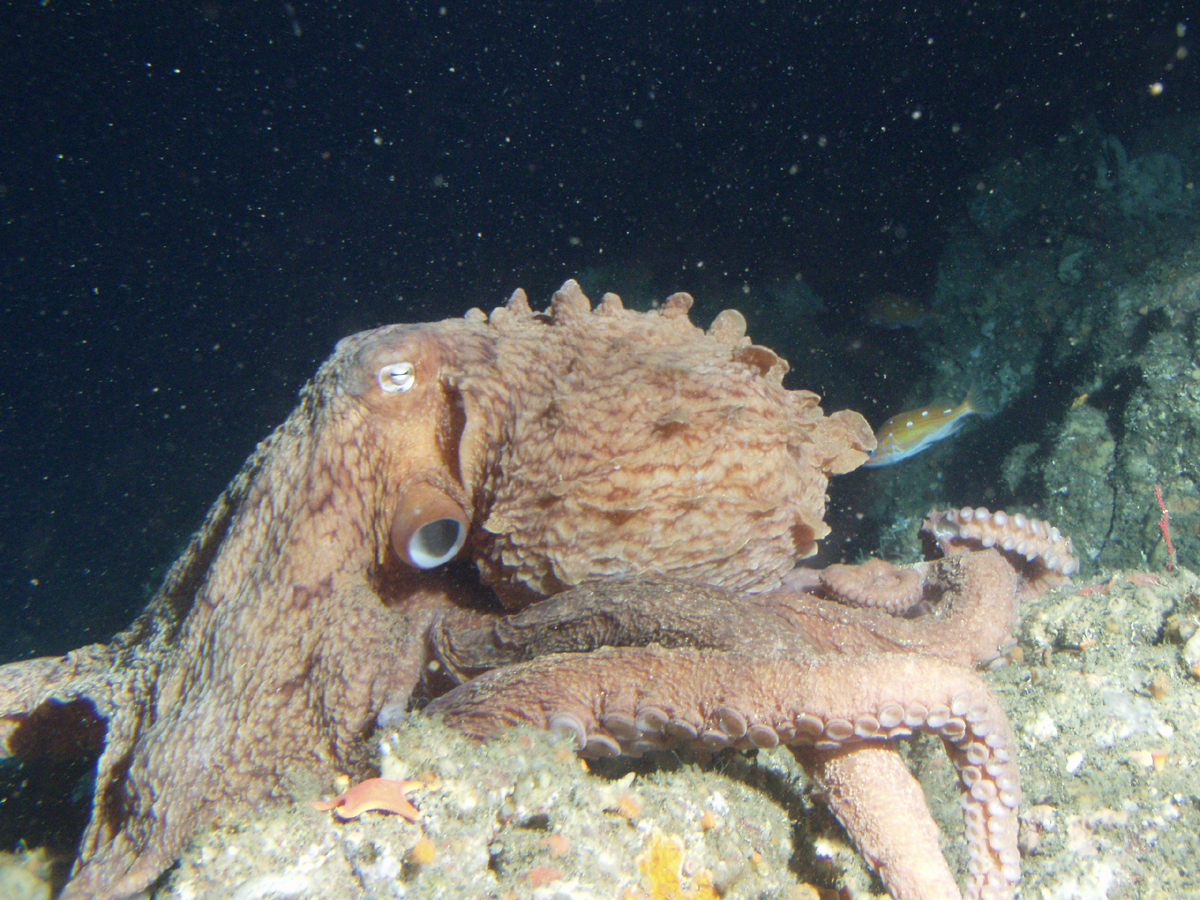
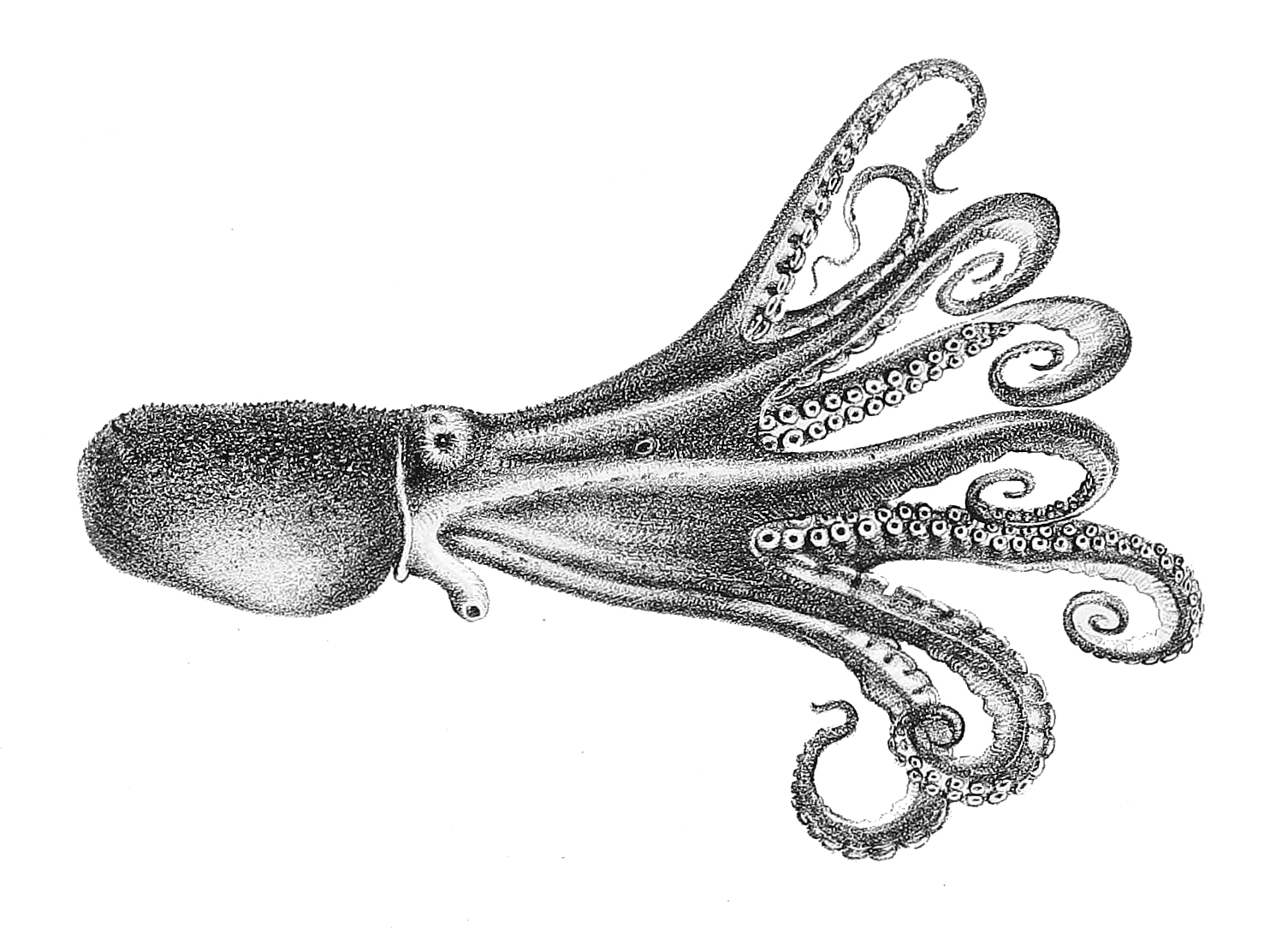